# Championnat d'Europe de rugby à XV des moins de 18 ans 2011
Navigation
Championnat d'Europe des moins de 18 ans 2010 Championnat d'Europe des moins de 18 ans 2012
Le Championnat d'Europe de rugby à XV des moins de 18 ans 2011 est la 8e édition de cette compétition. Pour la première fois, les six nations du Tournoi sont au rendez-vous de ce championnat qui réunit 28 équipes en Armagnac-Bigorre.
L'Irlande remporte la division élite. 

## Déroulement
Les 4 meilleures équipes se sont affrontés, en match à élimination directe, dans le groupe élite. Les 24 autres équipes étaient réparties en groupes de 8 avec quarts de finale, demi et matches de classement. Le premier de chaque groupe est promu en division supérieur, le dernier est relégué (sauf groupe élite).

## Groupe élite
Les matches de cette division se sont déroulés à Auch pour les demi-finales et à Tarbes pour la finale et petite finale. Pour la première fois de l'histoire de la compétition, le trophée échappe à la France et à l'Angleterre et est remporté par l'Irlande.

### Tableau
|  | Demi-finales           | Demi-finales         |                        |    | Finale                 | Finale                 |
|  | Demi-finales           | Demi-finales         |                        |    | Finale                 | Finale                 |
|  |                        |                      |                        |    |                        |                        |
|  | 17 avril 2011 à Auch   | 17 avril 2011 à Auch |                        |    | 23 avril 2011 à Tarbes | 23 avril 2011 à Tarbes |
|  | 17 avril 2011 à Auch   | 17 avril 2011 à Auch |                        |    | 23 avril 2011 à Tarbes | 23 avril 2011 à Tarbes |
|  | France                 | 17                   |                        |    | 23 avril 2011 à Tarbes | 23 avril 2011 à Tarbes |
|  | France                 | 17                   |                        |    | 23 avril 2011 à Tarbes | 23 avril 2011 à Tarbes |
|  | Irlande                | 19                   |                        |    | 23 avril 2011 à Tarbes | 23 avril 2011 à Tarbes |
|  | Irlande                | 19                   | Irlande                | 17 |                        |                        |
|  | 17 avril 2011 à Auch   |                      | Irlande                | 17 |                        |                        |
|  |                        | Angleterre           | 8                      |    |                        |                        |
|  | Pays de Galles         | Angleterre           | 8                      | 34 |                        |                        |
|  | Pays de Galles         |                      |                        | 34 |                        |                        |
|  | Angleterre             | 38                   |                        |    |                        |                        |
|  | Angleterre             | 38                   | Match pour la 3e place |    |                        |                        |
|  |                        |                      |                        |    |                        |                        |
|  | 23 avril 2011 à Tarbes |                      |                        |    |                        |                        |
|  |                        |                      |                        |    |                        |                        |
|  | Pays de Galles         | 15                   |                        |    |                        |                        |
|  | Pays de Galles         | 15                   |                        |    |                        |                        |
|  | France                 | 6                    |                        |    |                        |                        |
|  | France                 | 6                    |                        |    |                        |                        |

### Classement
| no | Équipes        |
| -- | -------------- |
| 1  | Irlande        |
| 2  | Angleterre     |
| 3  | Pays de Galles |
| 4  | France         |

## Division A

### Tableau

#### Tableau principal
|  | Quarts de finale       | Quarts de finale       |                   |                   | Demi-finales           | Demi-finales           |    |  | Finale               | Finale               |
|  | Quarts de finale       | Quarts de finale       |                   |                   | Demi-finales           | Demi-finales           |    |  | Finale               | Finale               |
|  |                        |                        |                   |                   |                        |                        |    |  |                      |                      |
|  | 16 avril à Vic Bigorre | 16 avril à Vic Bigorre |                   |                   | 19 avril à Lourdes     | 19 avril à Lourdes     |    |  | 23 avril à Laloubère | 23 avril à Laloubère |
|  | 16 avril à Vic Bigorre | 16 avril à Vic Bigorre |                   |                   | 19 avril à Lourdes     | 19 avril à Lourdes     |    |  | 23 avril à Laloubère | 23 avril à Laloubère |
|  | Ecosse                 | 65                     |                   |                   | 19 avril à Lourdes     | 19 avril à Lourdes     |    |  | 23 avril à Laloubère | 23 avril à Laloubère |
|  | Ecosse                 | 65                     |                   |                   | 19 avril à Lourdes     | 19 avril à Lourdes     |    |  | 23 avril à Laloubère | 23 avril à Laloubère |
|  | Roumanie               | 3                      |                   |                   | 19 avril à Lourdes     | 19 avril à Lourdes     |    |  | 23 avril à Laloubère | 23 avril à Laloubère |
|  | Roumanie               | 3                      | Ecosse            | 87                |                        |                        |    |  | 23 avril à Laloubère | 23 avril à Laloubère |
|  | 16 avril à Lombez      |                        | Ecosse            | 87                |                        |                        |    |  | 23 avril à Laloubère | 23 avril à Laloubère |
|  |                        | Allemagne              | 3                 |                   |                        |                        |    |  | 23 avril à Laloubère | 23 avril à Laloubère |
|  | Belgique               | Allemagne              | 3                 | 11                |                        |                        |    |  | 23 avril à Laloubère | 23 avril à Laloubère |
|  | Belgique               |                        |                   | 11                |                        |                        |    |  | 23 avril à Laloubère | 23 avril à Laloubère |
|  | Allemagne              | 27                     |                   |                   |                        |                        |    |  | 23 avril à Laloubère | 23 avril à Laloubère |
|  | Allemagne              | 27                     | Ecosse            | 17                |                        |                        |    |  |                      |                      |
|  | 16 avril à Condom      |                        | Ecosse            | 17                |                        |                        |    |  |                      |                      |
|  |                        | Italie                 | 12                |                   |                        |                        |    |  |                      |                      |
|  | Géorgie                | Italie                 | 12                | 38                |                        |                        |    |  |                      |                      |
|  | Géorgie                | 19 avril à Lourdes     |                   | 38                |                        |                        |    |  |                      |                      |
|  | Russie                 | 3                      |                   |                   |                        |                        |    |  |                      |                      |
|  | Russie                 | 3                      | Géorgie           | 16                |                        |                        |    |  |                      |                      |
|  | 16 avril à Fleurance   | 16 avril à Fleurance   | Géorgie           | 16                | Match pour la 3e place | Match pour la 3e place |    |  |                      |                      |
|  | 16 avril à Fleurance   | 16 avril à Fleurance   |                   | Italie            | Match pour la 3e place | Match pour la 3e place | 36 |  |                      |                      |
|  | Italie                 | 14                     | 23 avril à Loubey | 23 avril à Loubey |                        |                        | 36 |  |                      |                      |
|  | Italie                 | 14                     | 23 avril à Loubey | 23 avril à Loubey |                        |                        |    |  |                      |                      |
|  | Portugal               | 3                      |                   | Allemagne         | 0                      |                        |    |  |                      |                      |
|  | Portugal               | 3                      |                   | Allemagne         | 0                      |                        |    |  |                      |                      |
|  |                        |                        |                   |                   |                        |                        |    |  | Géorgie              | 40                   |
|  |                        |                        |                   |                   |                        |                        |    |  | Géorgie              | 40                   |

#### Consolante
|  | Demi-finales               | Demi-finales           |                        |   | Match pour la 5e place     | Match pour la 5e place     |
|  | Demi-finales               | Demi-finales           |                        |   | Match pour la 5e place     | Match pour la 5e place     |
|  |                            |                        |                        |   |                            |                            |
|  | 19 avril 2011 à Mielan     | 19 avril 2011 à Mielan |                        |   | 23 avril 2011 à Lannemezan | 23 avril 2011 à Lannemezan |
|  | 19 avril 2011 à Mielan     | 19 avril 2011 à Mielan |                        |   | 23 avril 2011 à Lannemezan | 23 avril 2011 à Lannemezan |
|  | Roumanie                   | 6                      |                        |   | 23 avril 2011 à Lannemezan | 23 avril 2011 à Lannemezan |
|  | Roumanie                   | 6                      |                        |   | 23 avril 2011 à Lannemezan | 23 avril 2011 à Lannemezan |
|  | Belgique                   | 19                     |                        |   | 23 avril 2011 à Lannemezan | 23 avril 2011 à Lannemezan |
|  | Belgique                   | 19                     | Belgique               | 5 |                            |                            |
|  | 19 avril 2011 à Masseube   |                        | Belgique               | 5 |                            |                            |
|  |                            | Portugal               | 10                     |   |                            |                            |
|  | Russie                     | Portugal               | 10                     | 7 |                            |                            |
|  | Russie                     |                        |                        | 7 |                            |                            |
|  | Portugal                   | 8                      |                        |   |                            |                            |
|  | Portugal                   | 8                      | Match pour la 7e place |   |                            |                            |
|  |                            |                        |                        |   |                            |                            |
|  | 23 avril 2011 à Lannemezan |                        |                        |   |                            |                            |
|  |                            |                        |                        |   |                            |                            |
|  | Roumanie                   | 11                     |                        |   |                            |                            |
|  | Roumanie                   | 11                     |                        |   |                            |                            |
|  | Russie                     | 3                      |                        |   |                            |                            |
|  | Russie                     | 3                      |                        |   |                            |                            |

### Classement
| no | Équipes   |
| -- | --------- |
| 1  | Ecosse    |
| 2  | Italie    |
| 3  | Géorgie   |
| 4  | Allemagne |
| 5  | Portugal  |
| 6  | Belgique  |
| 7  | Roumanie  |
| 8  | Russie    |

## Division B

### Tableau

#### Tableau principal
|  | Quarts de finale   | Quarts de finale   |                   |                    | Demi-finales           | Demi-finales           |    |  | Finale              | Finale              |
|  | Quarts de finale   | Quarts de finale   |                   |                    | Demi-finales           | Demi-finales           |    |  | Finale              | Finale              |
|  |                    |                    |                   |                    |                        |                        |    |  |                     |                     |
|  | 16 avril à Magnoac | 16 avril à Magnoac |                   |                    | 19 avril à Ossun       | 19 avril à Ossun       |    |  | 23 avril à Bagnères | 23 avril à Bagnères |
|  | 16 avril à Magnoac | 16 avril à Magnoac |                   |                    | 19 avril à Ossun       | 19 avril à Ossun       |    |  | 23 avril à Bagnères | 23 avril à Bagnères |
|  | Espagne            | 50                 |                   |                    | 19 avril à Ossun       | 19 avril à Ossun       |    |  | 23 avril à Bagnères | 23 avril à Bagnères |
|  | Espagne            | 50                 |                   |                    | 19 avril à Ossun       | 19 avril à Ossun       |    |  | 23 avril à Bagnères | 23 avril à Bagnères |
|  | Ukraine            | 0                  |                   |                    | 19 avril à Ossun       | 19 avril à Ossun       |    |  | 23 avril à Bagnères | 23 avril à Bagnères |
|  | Ukraine            | 0                  | Espagne           | 52                 |                        |                        |    |  | 23 avril à Bagnères | 23 avril à Bagnères |
|  | 16 avril à Magnoac |                    | Espagne           | 52                 |                        |                        |    |  | 23 avril à Bagnères | 23 avril à Bagnères |
|  |                    | République tchèque | 20                |                    |                        |                        |    |  | 23 avril à Bagnères | 23 avril à Bagnères |
|  | République tchèque | République tchèque | 20                | 67                 |                        |                        |    |  | 23 avril à Bagnères | 23 avril à Bagnères |
|  | République tchèque |                    |                   | 67                 |                        |                        |    |  | 23 avril à Bagnères | 23 avril à Bagnères |
|  | Suisse             | 5                  |                   |                    |                        |                        |    |  | 23 avril à Bagnères | 23 avril à Bagnères |
|  | Suisse             | 5                  | Espagne           | 47                 |                        |                        |    |  |                     |                     |
|  | 16 avril à Eauze   |                    | Espagne           | 47                 |                        |                        |    |  |                     |                     |
|  |                    | Suède              | 7                 |                    |                        |                        |    |  |                     |                     |
|  | Pays-Bas           | Suède              | 7                 | 12                 |                        |                        |    |  |                     |                     |
|  | Pays-Bas           | 19 avril à Gimont  |                   | 12                 |                        |                        |    |  |                     |                     |
|  | Suède              | 18                 |                   |                    |                        |                        |    |  |                     |                     |
|  | Suède              | 18                 | Suède             | 19                 |                        |                        |    |  |                     |                     |
|  | 16 avril à Eauze   | 16 avril à Eauze   | Suède             | 19                 | Match pour la 3e place | Match pour la 3e place |    |  |                     |                     |
|  | 16 avril à Eauze   | 16 avril à Eauze   |                   | Lituanie           | Match pour la 3e place | Match pour la 3e place | 10 |  |                     |                     |
|  | Pologne            | 10                 | 23 avril à Séméac | 23 avril à Séméac  |                        |                        | 10 |  |                     |                     |
|  | Pologne            | 10                 | 23 avril à Séméac | 23 avril à Séméac  |                        |                        |    |  |                     |                     |
|  | Lituanie           | 12                 |                   | République tchèque | 12                     |                        |    |  |                     |                     |
|  | Lituanie           | 12                 |                   | République tchèque | 12                     |                        |    |  |                     |                     |
|  |                    |                    |                   |                    |                        |                        |    |  | Lituanie            | 15                  |
|  |                    |                    |                   |                    |                        |                        |    |  | Lituanie            | 15                  |

#### Consolante
|  | Demi-finales                  | Demi-finales           |                        |    | Match pour la 5e place        | Match pour la 5e place        |
|  | Demi-finales                  | Demi-finales           |                        |    | Match pour la 5e place        | Match pour la 5e place        |
|  |                               |                        |                        |    |                               |                               |
|  | 19 avril 2011 à Gimont        | 19 avril 2011 à Gimont |                        |    | 23 avril 2011 à Isle Jourdain | 23 avril 2011 à Isle Jourdain |
|  | 19 avril 2011 à Gimont        | 19 avril 2011 à Gimont |                        |    | 23 avril 2011 à Isle Jourdain | 23 avril 2011 à Isle Jourdain |
|  | Ukraine                       | 31                     |                        |    | 23 avril 2011 à Isle Jourdain | 23 avril 2011 à Isle Jourdain |
|  | Ukraine                       | 31                     |                        |    | 23 avril 2011 à Isle Jourdain | 23 avril 2011 à Isle Jourdain |
|  | Suisse                        | 5                      |                        |    | 23 avril 2011 à Isle Jourdain | 23 avril 2011 à Isle Jourdain |
|  | Suisse                        | 5                      | Ukraine                | 10 |                               |                               |
|  | 19 avril 2011 à Ossun         |                        | Ukraine                | 10 |                               |                               |
|  |                               | Pologne                | 41                     |    |                               |                               |
|  | Pays-Bas                      | Pologne                | 41                     | 17 |                               |                               |
|  | Pays-Bas                      |                        |                        | 17 |                               |                               |
|  | Pologne                       | 27                     |                        |    |                               |                               |
|  | Pologne                       | 27                     | Match pour la 7e place |    |                               |                               |
|  |                               |                        |                        |    |                               |                               |
|  | 23 avril 2011 à Isle Jourdain |                        |                        |    |                               |                               |
|  |                               |                        |                        |    |                               |                               |
|  | Suisse                        | 0                      |                        |    |                               |                               |
|  | Suisse                        | 0                      |                        |    |                               |                               |
|  | Pays-Bas                      | 34                     |                        |    |                               |                               |
|  | Pays-Bas                      | 34                     |                        |    |                               |                               |

### Classement
| no | Équipes            |
| -- | ------------------ |
| 1  | Espagne            |
| 2  | Suède              |
| 3  | Lituanie           |
| 4  | République tchèque |
| 5  | Pologne            |
| 6  | Ukraine            |
| 7  | Pays-Bas           |
| 8  | Suisse             |

## Division C

### Tableau

#### Tableau principal
|  | Quarts de finale       | Quarts de finale     |                     |                     | Demi-finales            | Demi-finales            |   |  | Finale            | Finale            |
|  | Quarts de finale       | Quarts de finale     |                     |                     | Demi-finales            | Demi-finales            |   |  | Finale            | Finale            |
|  |                        |                      |                     |                     |                         |                         |   |  |                   |                   |
|  | 16 avril à Lombez      | 16 avril à Lombez    |                     |                     | 19 avril à Vic Fezensac | 19 avril à Vic Fezensac |   |  | 23 avril à Séméac | 23 avril à Séméac |
|  | 16 avril à Lombez      | 16 avril à Lombez    |                     |                     | 19 avril à Vic Fezensac | 19 avril à Vic Fezensac |   |  | 23 avril à Séméac | 23 avril à Séméac |
|  | Hongrie                | 66                   |                     |                     | 19 avril à Vic Fezensac | 19 avril à Vic Fezensac |   |  | 23 avril à Séméac | 23 avril à Séméac |
|  | Hongrie                | 66                   |                     |                     | 19 avril à Vic Fezensac | 19 avril à Vic Fezensac |   |  | 23 avril à Séméac | 23 avril à Séméac |
|  | Bulgarie               | 11                   |                     |                     | 19 avril à Vic Fezensac | 19 avril à Vic Fezensac |   |  | 23 avril à Séméac | 23 avril à Séméac |
|  | Bulgarie               | 11                   | Hongrie             | 27                  |                         |                         |   |  | 23 avril à Séméac | 23 avril à Séméac |
|  | 16 avril à Condom      |                      | Hongrie             | 27                  |                         |                         |   |  | 23 avril à Séméac | 23 avril à Séméac |
|  |                        | Luxembourg           | 17                  |                     |                         |                         |   |  | 23 avril à Séméac | 23 avril à Séméac |
|  | Luxembourg             | Luxembourg           | 17                  | 51                  |                         |                         |   |  | 23 avril à Séméac | 23 avril à Séméac |
|  | Luxembourg             |                      |                     | 51                  |                         |                         |   |  | 23 avril à Séméac | 23 avril à Séméac |
|  | Danemark               | 0                    |                     |                     |                         |                         |   |  | 23 avril à Séméac | 23 avril à Séméac |
|  | Danemark               | 0                    | Hongrie             | 7                   |                         |                         |   |  |                   |                   |
|  | 16 avril à Vic Bigorre |                      | Hongrie             | 7                   |                         |                         |   |  |                   |                   |
|  |                        | Serbie               | 13                  |                     |                         |                         |   |  |                   |                   |
|  | Serbie                 | Serbie               | 13                  | 13                  |                         |                         |   |  |                   |                   |
|  | Serbie                 | 19 avril à Masseube  |                     | 13                  |                         |                         |   |  |                   |                   |
|  | Moldavie               | 0                    |                     |                     |                         |                         |   |  |                   |                   |
|  | Moldavie               | 0                    | Serbie              | 12                  |                         |                         |   |  |                   |                   |
|  | 16 avril à Fleurance   | 16 avril à Fleurance | Serbie              | 12                  | Match pour la 3e place  | Match pour la 3e place  |   |  |                   |                   |
|  | 16 avril à Fleurance   | 16 avril à Fleurance |                     | Lettonie            | Match pour la 3e place  | Match pour la 3e place  | 5 |  |                   |                   |
|  | Lettonie               | 15                   | 23 avril à Capvernc | 23 avril à Capvernc |                         |                         | 5 |  |                   |                   |
|  | Lettonie               | 15                   | 23 avril à Capvernc | 23 avril à Capvernc |                         |                         |   |  |                   |                   |
|  | Autriche               | 11                   |                     | Luxembourg          | 12                      |                         |   |  |                   |                   |
|  | Autriche               | 11                   |                     | Luxembourg          | 12                      |                         |   |  |                   |                   |
|  |                        |                      |                     |                     |                         |                         |   |  | Lettonie          | 7                 |
|  |                        |                      |                     |                     |                         |                         |   |  | Lettonie          | 7                 |

#### Consolante
|  | Demi-finales                 | Demi-finales                 |                        |    | Match pour la 5e place  | Match pour la 5e place  |
|  | Demi-finales                 | Demi-finales                 |                        |    | Match pour la 5e place  | Match pour la 5e place  |
|  |                              |                              |                        |    |                         |                         |
|  | 19 avril 2011 à Vic Fezensac | 19 avril 2011 à Vic Fezensac |                        |    | 23 avril 2011 à Capvern | 23 avril 2011 à Capvern |
|  | 19 avril 2011 à Vic Fezensac | 19 avril 2011 à Vic Fezensac |                        |    | 23 avril 2011 à Capvern | 23 avril 2011 à Capvern |
|  | Bulgarie                     | 13                           |                        |    | 23 avril 2011 à Capvern | 23 avril 2011 à Capvern |
|  | Bulgarie                     | 13                           |                        |    | 23 avril 2011 à Capvern | 23 avril 2011 à Capvern |
|  | Danemark                     | 14                           |                        |    | 23 avril 2011 à Capvern | 23 avril 2011 à Capvern |
|  | Danemark                     | 14                           | Danemark               | 7  |                         |                         |
|  | 19 avril 2011 à Mielan       |                              | Danemark               | 7  |                         |                         |
|  |                              | Moldavie                     | 24                     |    |                         |                         |
|  | Moldavie                     | Moldavie                     | 24                     | 32 |                         |                         |
|  | Moldavie                     |                              |                        | 32 |                         |                         |
|  | Autriche                     | 0                            |                        |    |                         |                         |
|  | Autriche                     | 0                            | Match pour la 7e place |    |                         |                         |
|  |                              |                              |                        |    |                         |                         |
|  | 23 avril 2011 à Bagnères     |                              |                        |    |                         |                         |
|  |                              |                              |                        |    |                         |                         |
|  | Bulgarie                     | 15                           |                        |    |                         |                         |
|  | Bulgarie                     | 15                           |                        |    |                         |                         |
|  | Autriche                     | 10                           |                        |    |                         |                         |
|  | Autriche                     | 10                           |                        |    |                         |                         |

### Classement
| no | Équipes    |
| -- | ---------- |
| 1  | Serbie     |
| 2  | Hongrie    |
| 3  | Luxembourg |
| 4  | Lettonie   |
| 5  | Moldavie   |
| 6  | Danemark   |
| 7  | Bulgarie   |
| 8  | Autriche   |